# Alex McKenna
Alex McKenna (Los Angeles, Californië, 15 oktober 1984) is een Amerikaanse actrice. Ze begon in haar eerste film met acteren als kind in The Stupids, een film uit 1996. McKenna is het meest bekend door haar rol in onder andere de series 90210, Dallas en Two and a Half Men. Ook heeft McKenna de motion capture van het personage Sadie Adler verzorgd in het computerspel Red Dead Redemption 2 uit 2018 van gamestudio Rockstar Games.

## Biografie
McKenna werd geboren in Los Angeles in Californië op 15 oktober 1984, en heeft een Scandinavische moeder. Ze speelde haar eerste korte gastrol in de serie Middle Ages op 8-jarige leeftijd.
Mckenna is getrouwd met de Canadese acteur Joshua Close sinds augustus 2016.

## Filmografie

### Films
| Jaar | Titel                                      | Rol             |
| ---- | ------------------------------------------ | --------------- |
| 1996 | A Woman Undone                             | Jennifer        |
| 1996 | The Stupids                                | Petunia Stupid  |
| 1997 | Joey                                       | Linda Ross      |
| 1997 | Campfire Tales                             | Amanda          |
| 1997 | Heart of Fire                              | Katy Stoler     |
| 1998 | Safety Patrol                              | Hannah Zapruder |
| 2000 | What Women Want                            | Alex's Friend   |
| 2009 | The City of Lights                         | Megs            |
| 2012 | The Longer Day of Happiness                | Elizabeth       |
| 2013 | Stand By                                   | Jenny           |
| 2013 | The Freemason                              | Rana Burkhalter |
| 2014 | Haunted                                    | Eve             |
| 2015 | Single in South Beach                      | Gina            |
| 2015 | Other People's Children                    | Jillian         |
| 2016 | Bear with Us                               | Tammy           |
| 2016 | The Seeker                                 | Grace           |
| 2016 | Folk Hero & Funny Guy                      | Stacy           |
| 2016 | Flatbush Luck                              | Zoey            |
| 2016 | We                                         | Eleanor         |
| 2016 | 1, 2, 3... You Please.                     | Jesse           |
| 2017 | Sensum                                     | Dom             |
| 2018 | Magnetic Plasma for mass(es) Enlightenment | Crystals        |
| 2018 | Anthem of a Teenage Prophet                | Ms. Banks       |

### Series
| Jaar | Titel                  | Rol                        |
| ---- | ---------------------- | -------------------------- |
| 1992 | Middle Ages            | Hillary Cooper             |
| 1993 | The Trouble with Larry | Lindsay Flatt              |
| 1994 | Winnetka Road          | Leah Barker                |
| 1997 | You Wish               | Mickey Apple               |
| 1997 | ABC TGIF               | Mickey Apple               |
| 2000 | Boston Public          | Melissa                    |
| 2001 | Malcolm In the Middle  | Beth                       |
| 2001 | Crossing Jordan        | Abby Macy                  |
| 2010 | 90210                  | Cat                        |
| 2011 | Shake It Up            | Sarah                      |
| 2012 | The Legend of Korra    | Senna                      |
| 2012 | Dallas                 | Rebecca Sutter             |
| 2012 | Guys with Kids         | Megan                      |
| 2012 | Two and a Half Men     | Michelle                   |
| 2012 | Sketchy                | Rudolph, Little Boy, Ariel |
| 2012 | Common Law             | Irene                      |
| 2015 | After Ever After       | Aurora                     |
| 2015 | The Following          | Jewel                      |
| 2016 | Code Black             | Caroline Stringer          |
| 2018 | Quantico               | Jocelyn Turner             |

### Computerspellen
| Jaar | Titel                 | Rol         |
| ---- | --------------------- | ----------- |
| 2018 | Red Dead Redemption 2 | Sadie Adler |

## Prijzen
| Jaar | Prijs                    | Categorie                                                       | Titel                  | Resultaat   |
| ---- | ------------------------ | --------------------------------------------------------------- | ---------------------- | ----------- |
| 1998 | Young Artist Awards      | Best Performance in a TV Comedy Series–Supporting Young Actress | You Wish               | Genomineerd |
| 2016 | Sunscreen Film Festival  | Best Supporting Actress                                         | Bear with Us           | Gewonnen    |
| 2016 | Orlando Film Festival    | Best Ensemble Cast in a Feature Film                            | Bear with Us           | Gewonnen    |
| 2016 | FilmQuest                | Best Supporting Actress                                         | Bear with Us           | Gewonnen    |
| 2017 | North Hollywood Cinefest | Best Actress in a Feature Film                                  | Bear with Us           | Gewonnen    |
| 2019 | NAVGTR Awards            | Supporting Performance in a Drama                               | Red Dead Redemption II | Genomineerd |

- Biblioteca Nacional de España: XX1275356
- Bibliothèque nationale de France: cb140202329 (data)
- International Standard Name Identifier: 0000 0000 5937 1931
- Library of Congress Control Number: no2012119296
- Virtual International Authority File: 44498104
- WorldCat: E39PBJjCKKPbCDqRc7Mvgq8Qv3